# داستان عاشقانه سرقت
داستان عاشقانه سرقت (انگلیسی: Theft: A Love Story) یک رمان به قلم پیتر کری نویسنده استرالیایی است. این کتاب برنده جایزه ونس پالمر شده است. این داستان به فارسی ترجمه و منتشر شده است.

## طرح داستان
دو برادر، یکی نقاشی ورشکسته و دیگری برادر کندذهن آن نقاش با یکدیگر زندگی می‌کنند. نقاش به علت تلاش برای ربودن تابلوهای خودش از همسر سابقش، مدت زمانی در زندان به سر برده و حالا در روستایی دورافتاده به عنوان تبعیدگاه از برادرش نگهداری می‌کند. داستان از زبان نقاش روایت می‌شود و گاه نیز نظرگاه روایت از زبان برادر کندذهن است.